# Aksu (Stadt)
| Außerhalb von Aksu. Im Hintergrund das Tian Shan Gebirge | Außerhalb von Aksu. Im Hintergrund das Tian Shan Gebirge |
| -------------------------------------------------------- | -------------------------------------------------------- |
| Großregion:                                              | Nordwestchina                                            |
| Autonomes Gebiet:                                        | Xinjiang                                                 |
| Status:                                                  | kreisfreie Stadt                                         |
| Untergliederung:                                         | 7 Straßenviertel, 2 Großgemeinden, 4 Gemeinden           |
| Einwohner:                                               | 535.657 (2010)                                           |
| Fläche:                                                  | 14.450 km²                                               |
| Lage in China                                            |                                                          |

Die kreisfreie Stadt Aksu (chinesisch 阿克苏市, Pinyin Ākèsū Shì, uigurisch ئاقسۇ شەھىرى Aⱪsu Xəⱨiri) ist die Hauptstadt des Regierungsbezirks Aksu im Uigurischen Autonomen Gebiet Xinjiang der Volksrepublik China. Das Verwaltungsgebiet der Stadt hat offiziell eine Fläche von 14.450 km² (die Stadtregierung gibt auf ihrer Website allerdings 18.264 km² an), wovon die städtische Ansiedlung (Innenstadt) nur 27 km² ausmacht. Die Einwohnerzahl beträgt 535.657 (Stand: Zensus 2010). Aksu liegt zwischen der Taklamakan-Wüste im Süden und dem Tian-Shan-Gebirge im Norden an einem Arm der Seidenstraße.
Aksu ist türkisch und heißt übersetzt weißes Wasser. Es ist ein Fachausdruck, der auf den Ursprung eines Flusses hinweist. Der Name Aksu wurde für diese Stadt erstmals im 14. Jahrhundert verwendet. Mehrere Flüsse heißen auch Aksu, z. B. jener vom Tienshan fließende Fluss.

## Bevölkerung
Beim Zensus im Jahre 2000 wurden in der Stadt Aksu 561.822 Einwohner gezählt (Bevölkerungsdichte 38,3 Einwohner/km²).
Die Verteilung auf die verschiedenen Ethnien zeigt die Tabelle.
| Name des Volkes | Einwohner | Anteil  |
| --------------- | --------- | ------- |
| Han             | 337.419   | 60,06 % |
| Uiguren         | 213.896   | 38,07 % |
| Hui             | 4.060     | 0,72 %  |
| Tujia           | 3.497     | 0,62 %  |
| Miao            | 1.055     | 0,19 %  |
| Mongolen        | 447       | 0,08 %  |
| Mandschu        | 268       | 0,05 %  |
| Zhuang          | 204       | 0,04 %  |
| Kirgisen        | 188       | 0,03 %  |
| Tibeter         | 168       | 0,03 %  |
| Dong            | 126       | 0,02 %  |
| Kasachen        | 74        | 0,01 %  |
| Yi              | 56        | 0,01 %  |
| Russen          | 55        | 0,01 %  |
| Sonstige        | 309       | 0,06 %  |

## Umweltprobleme
Aksu hat mit massiver Luftverschmutzung zu kämpfen. Im März 2016 hatte die Luft im Ort laut der chinesischen Website aqicn.org zusammen mit den ebenfalls westchinesischen Städten Korla und Kaschgar den schlechtestmöglichen Wert. Bei der laufenden Messung werden die Grenzwerte für Ozon, Feinstaub (PM10 und PM2.5), Stickstoffdioxid, Schwefeldioxid und Kohlenstoffmonoxid regelmäßig überschritten.

## Gliederung
Administrativ ist die Stadt in sieben Straßenviertel (Innenstadtbezirke), zwei Großgemeinden und vier Gemeinden untergliedert.
Großgemeinden (Kleinstädte):
- 喀勒塔勒镇 Kaletale zhèn
- 阿依库勒镇 Ayikule zhèn

Gemeinden (Dörfer):
- 依干其乡 Yiganqi xiāng
- 库木巴希乡 Kumubaxi xiāng
- 托普鲁克乡 Tuopuluke xiāng
- 拜什吐格曼乡 Baishentugeman xiāng[5]